# Tarnalelesz
Tarnalelesz è un comune dell'Ungheria di 1.839 abitanti (dati 2001). È situato nella contea di Heves.